# Subtropische bossen van Madagaskar
De subtropische bossen van Madagaskar bestaan uit subtropische wouden voornamelijk gelegen in Centraal-Madagaskar.
Deze ecoregio heeft een hoog aantal endemische planten en dieren en een grote ecologische waarde. Ook was deze ecoregio belangrijk voor verschillende thans uitgestorven diersoorten, zoals de Olifantsvogels en de recent uitgestorven Madagaskardodaars.

## Locatie
De bossen bedekken vooral het Centraal Hoogland met een hoogte van boven 900 meter. Het Alaotrameer en het Nationaal park Isalo bevinden zich ook in de ecoregio. De onderliggende grond bestaat voornamelijk uit rotsen uit het Precambrium. Tussen 1000 tot 1500 meter liggen er vooral uitgestrekte graslanden.

## Klimaat
De regenval is ongeveer 1500 millimeter per jaar, maar het kan variëren tussen 2000 en 600 millimeter. De temperatuur is tussen de 15 en 25 °C. Er is een koel, droog seizoen tussen juli en september en een warm, nat seizoen tijdens de rest van het jaar.

## Flora

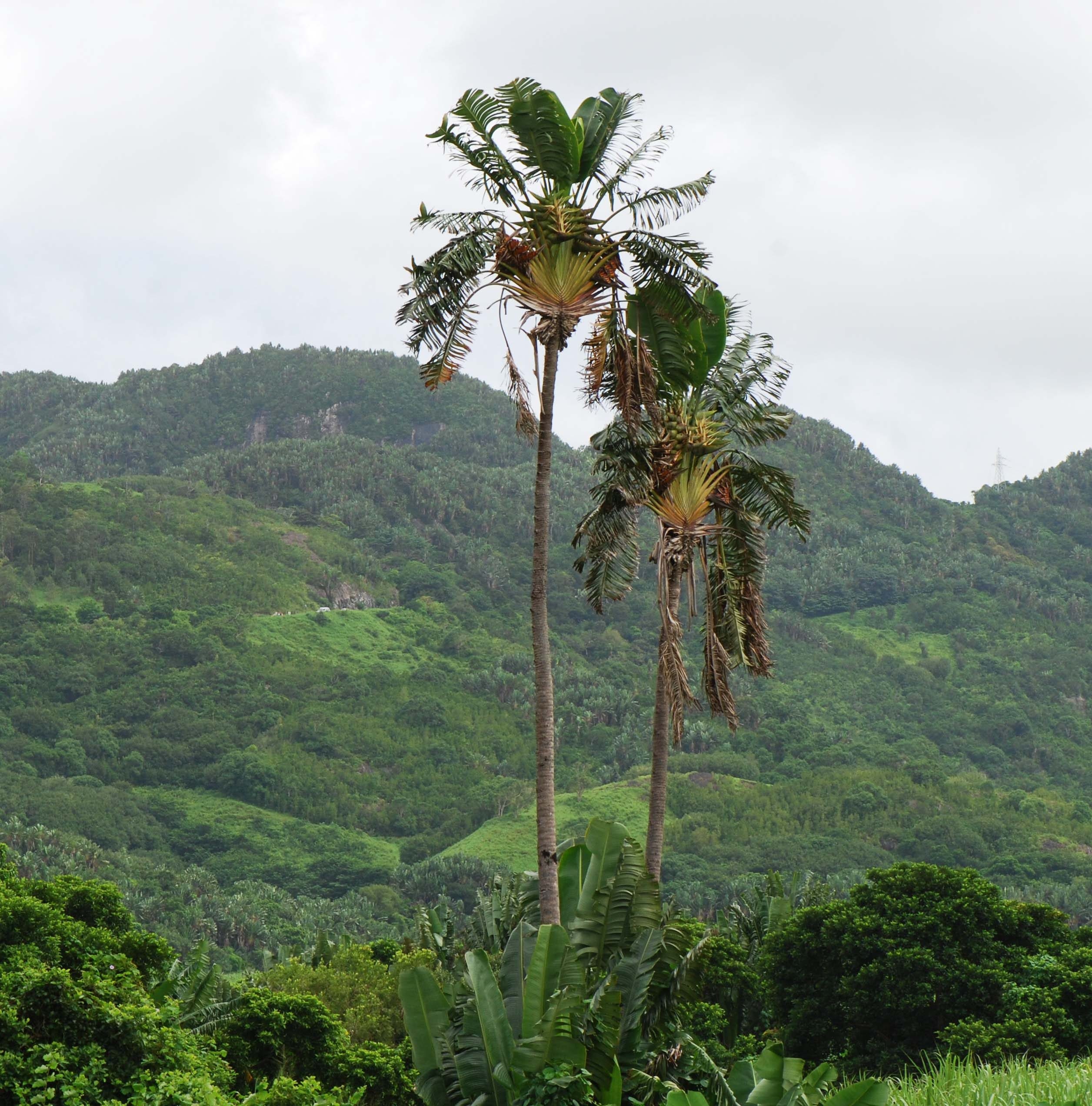
De endemische reizigersboom

De graslanden bestaan meestal uit slechts drie of vier grassoorten, soms afgewisseld met verscheidene kruidachtige plantensoorten en hebben dus een laag soortenrijkdom. De grassen komen vooral uit het geslacht Aristida. De overheersende boomgeslachten zijn Eucalyptus en Acacia. Verschillende veelvoorkomende endemische bomen zijn de reizigersboom (Ravenala madagascariensis) en Uapaca bojeri. Daarnaast worden de endemische geslachten Sarcolaena, Tambourissa en Weinmannia ook gevonden in de ecoregio. In het zuidwesten groeien vooral struiken uit de families Asteraceae, Rubiaceae en Leguminosae. Bomen die hier groeien zijn onder andere de vuurbestendige Bismarckia nobilis en endemische soorten uit de geslachten Kalanchoë en Aloë.

## Fauna

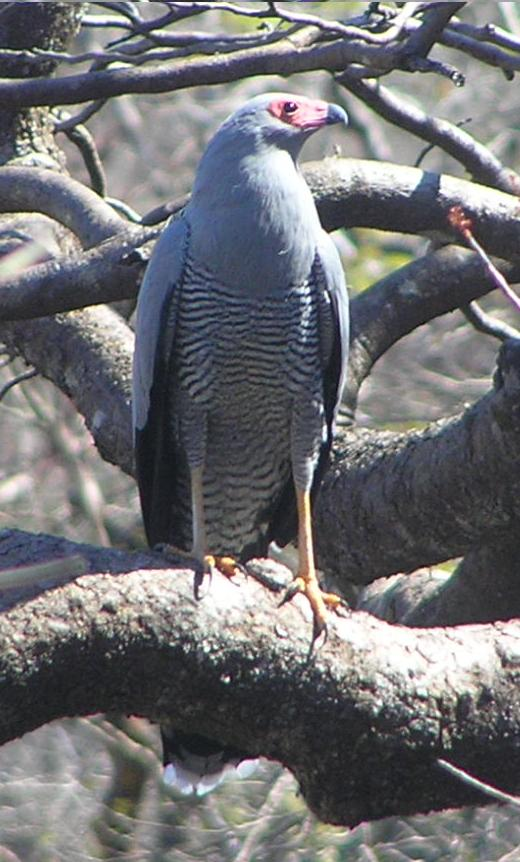
De endemische holenkiekendief

Veel endemische diersoorten zijn (alleen) hier te vinden, waaronder verschillende lemuren, zoals de alaotrabamboemaki, de gouden halfmaki, de breedsnuithalfmaki, de vari, de grijskopmaki en de roodbuikmaki. Tevens leven er verschillende endemische spitsmuizen en de vogels Monticola sharpei erythronotus, de ernstig bedreigde Madagaskarwitoogeend, de holenkiekendief, de cryptische zanger, de geelbrauwfoditany, de Apperts tetraka en de Madagaskarstruikzanger. In moerassen komen vooral vogelsoorten voor als de Bartletts ral, de Madagaskarsnip en de Madagaskarwaterral. Meer dan 20 andere endemische vogelsoorten komen alleen in deze ecoregio (en de laaglandbossen van Madagaskar) voor.
Twaalf diersoorten staan op de Rode Lijst van de IUCN: 9 soorten als kwetsbaar, 2 als bedreigd en 1 (de alaotrabamboemaki) als kritisch. In 1999 is er in het zuidwesten een nieuwe soort tenrek beschreven, Microgale nasoloi.